# Terço dos Homens
O Terço dos Homens Mãe Rainha, conhecido por Terço dos Homens é um movimento católico mariano, voltado para a oração de um terço semanal por um grupo local de homens leigos, chamados "tercistas", em paróquias ou centros comunitários.
O clérigo responsável pelo movimento no Brasil é o arcebispo de Juiz de Fora (Minas Gerais), Dom Gil Antônio Moreira. Ele estima haver dois milhões de tercistas em atividade.
O movimento é vinculado ao Movimento de Schoenstatt.

## História
O primeiro registro da expressão "terço dos homens" data de 1936, quando frei Peregrino, um capuchinho, orientou os homens da comunidade católica de Itabi a recitarem o terço todos os meses. A orientação foi levada adiante por alguns homens, encabeçados por Antônio Menezes de Souza, conhecido popularmente como Tutu.
O movimento, em sua forma moderna, teve início no ano de 1997 na capela de Nossa Senhora do Livramento (hoje Santuário Paroquial de Schoenstatt) em Jaboatão dos Guararapes sob a orientação do salesiano Pe. Américo Vasconcelos e de Oneída Araújo da Silva.
Algum tempo depois, Pe. José Pontes, sacerdote do Instituto Secular dos Padres de Schoenstatt, levou a iniciativa para o Santuário da Nova Evangelização, situado na cidade de Olinda, região metropolitana de Recife.
Em 1998, o terço começa a ser rezado em regime semanal, ganhando seu nome atual ("Terço dos Homens Mãe Rainha") apenas em março de 2007.
Um hino foi composto ainda em 2005 para o movimento pelo padre Antônio Maria.
Durante a pandemia de COVID-19, o movimento colaborou numa campanha de oração global pelo fim da pandemia, mesmo com dificuldades para se encontrar presencialmente.

### Terço das Mulheres
A oração do terço é associada tradicionalmente a mulheres, que oram individualmente em suas casas e paróquias. Porém, um movimento feminino foi fundado, baseado no bom exemplo masculino de oração que se desenvolveu. Esse movimento feminino de oração do Terço se chama Terço das Mulheres. O hino do movimento foi composto por Adriana Gil. A primeira romaria de tercistas mulheres ao Santuário de Aparecida ocorreu em 2014. Em 2023 ocorreu a 10ª edição da romaria, de 10 a 12 de março.

## Encontros

### Romaria Nacional do Terço dos Homens
Uma romaria nacional do movimento, com destino ao Santuário Nacional de Nossa Senhora Aparecida, em Aparecida (São Paulo), acontece todos os anos desde 2009. O evento reúne dezenas de milhares de tercistas no mês de fevereiro.
A romaria possui suas origens num contato de um membro do movimento, identificado apenas como Valter, oriundo de Campestre com Ir. João Batista de Viveiros, membro dos redendoristas, em fevereiro de 2009. Na época, Viveiros ocupava o cargo de Prefeito de Igreja no Santuário.
Valter pediu permissão ao religioso para que uma romaria do movimento fosse realizada na Basílica, que assentiu à proposta, enviando uma carta-convite à associação leiga para que se reunissem no templo católico no mês de maio daquele mesmo ano.
632 homens participaram da primeira edição do evento. Ao longo do tempo, o número continuou a crescer, atingindo cerca de 90 mil participantes no encontro de 2025.

### Encontros estaduais
No Sudeste, o movimento já realizou encontros no Espírito Santo, Minas Gerais e no estado do Paraná.

## Dia Nacional do Terço dos Homens
Alguns estados já possuíam um dia comemorativo do movimento, com uma comemoração nacional sendo instituída em 2023 pela lei 14.458/23.
Ela possui origem no projeto de lei 2.676/21, de autoria do deputado federal Eros Biondini (PL-MG) e relatoria do deputado federal Evair de Melo (PP-ES). Em 2022, foi o projeto aprovado pela Câmara dos Deputados e no ano seguinte, pelo Senado Federal.
Sancionada em 26 de abril de 2023 pelo presidente em exercício Geraldo Alckmin, a lei instituiu o dia 8 de setembro como o Dia Nacional do Terço dos Homens, coincidindo com a festa católica da Natividade de Nossa Senhora.

## Presença internacional

###### América do Sul:Rosario de Hombres Valientes
Nos países sulamericanos hispânicos, como Argentina e Paraguai, o movimento Terço dos Homens é chamado de Rosario de Hombres Valientes.

###### EUA:Men's Rosary
Nos EUA, grupos de imigrantes brasileiros na Nova Inglaterra se reúnem sob o nome de Men's Rosary.